# Konstantin Babkine
Pour les articles homonymes, voir Babkine.
Konstantin Anatolievitch Babkine (en russe : Константи́н Аналто́льевич Ба́бкин ; né le 13 février 1971) est un homme d’affaires et un homme politique russe. Il est président du conseil fédéral du parti politique Action, président de CJSC Novoe Sodruzhestvo et président de l'association Rosspetsmash. Il est également membre du conseil d'administration de Rostselmash, Empils et Buhler Industries,,. Il est aussi président du conseil de la Chambre de commerce et d'industrie de la fédération de Russie chargé du développement industriel et de la compétitivité de l'économie russe. 

## Famille et formation
Babkine est né en 1971 à Miass (région de Tcheliabinsk ; URSS) de parents ingénieurs travaillant au State Rocket Center.  
En 1994, il est diplômé du département de physique moléculaire et chimique de l'Institut de physique et de technologie de Moscou,. 

## Carrière
En 1992, Babkine devient le cofondateur de la Commonwealth, une association industrielle par actions. Depuis 2005, il est président de l'association de production CJSC Novoe Sodruzhestvo. La société comprend 20 entreprises situées dans la région de Rostov, à Moscou, au Kazakhstan, en Ukraine, au Canada et aux États-Unis. Les principaux actifs de l’exploitation sont Rostselmash, Empils et Buhler Industries, (Farm King, Versatile ). Le chiffre d'affaires annuel est supérieur à 1 milliard de dollars. Les principaux actionnaires de Novoe Sodruzhestvo sont ses trois fondateurs et directeurs généraux : Babkin, Dmitry Udras et Yuri Ryazanov,. 
En novembre 2004, Babkine est élu président de l'association Rosspetsmash. Il est membre du bureau du conseil central de l'Union russe des ingénieurs. 
Le 8 octobre 2006, il est élu député à la quatrième convocation sur la liste de la Russie libre à la Douma régionale de Novgorod (11,03%). Il est membre du groupe de députés Veche et du comité du budget, des finances et de l'économie. 
Depuis 2007, il est directeur indépendant de Buhler Industries. 
Le 3 septembre 2010, Babkine lance la création du comité organisateur du parti d'action, le parti politique pan-russe. Le 14 octobre 2010, lors du congrès constitutif, il est élu président du Conseil du parti politique fédéral. 
Depuis 2011, il est président de l'association russe des fabricants de machine agricoles. 
Il est président du conseil de la Chambre de commerce et d'industrie de la fédération de Russie chargé du développement industriel et de la compétitivité de l'économie russe. 
Il est l'un des organisateurs et le co-président du Forum économique de Moscou. 

## Publications

### Livres
Sound Industrial Policy, or How can we manage to overcome the crisis? («Razumnaya promyshlennaya politika, Ili Kak nam vyyti iz krizisa»), Moscou, 2009,  (ISBN 978-5-9901585-1-1), traduit en anglais en 2012.

### Articles
De l'intérêt de la modernisation de la production agricole // L'économie agricole de la Russie - 2007 - Numéro 6. - P. 26-27.

## Vie privée
Il est marié et père de cinq enfants, trois fils et deux filles. 

## Distinctions
En 2014 il est nommé l'homme de l'année par le magazine Business Quarter, Rostov-on-Don.
En 2014, le ministre de l'Industrie et du Commerce de la fédération de Russie lui décerne le titre d'honorable constructeur de machines.